# 太阳公寓
太阳公寓（英語：Sun Apts.，意译为“孙氏公寓”），是上海市优秀历史建筑之一，位于中国上海市静安区威海路651号及665弄。公寓建于1928年，是一座组合式别墅，定位为高级公寓。

## 历史
1920至1930年代，上海房地产大亨孙春生在静安寺路（现南京西路）和戈登路（现江宁路）东面进行投机开发，赚得50万两规银。他接着用这笔收入在威海路一带买下一幅3.8亩的地皮，于1928年建成高级公寓。孙春生经常在命名房地产时用上自己姓名的其中一字，这次他便把新建的公寓命名为，意为“孙氏公寓”。这个词原本是孙姓的拉丁转写，但在英语里面是太阳的意思，因此就被人们称为“太阳公寓”。
太阳公寓初落成后的居民群体以外国侨民为主。后来，公寓成为不少高级知识分子的投宿之地，用途变得俨如青年会。在1930年代末期，汪精卫政权暗中在太阳公寓内设立“招贤馆”，从而为汪氏政权招兵买马。到了1941年珍珠港事件爆发后，住在公寓的外国侨民侨纷纷迁出，令日本人得以乘势占用公寓。中国抗日战争胜利以后，太阳公寓改由美资房地产商中国营业公司经营，住户以外国侨民为主。在1950至1960年代，上海中上层人士成为太阳公寓的主要居民群体。
1976年，上海市房管局为太阳公寓增建了两层。1999年，太阳公寓列入第三批上海市优秀历史建筑。
到了2000年代以后，许多外国人租住太阳公寓。公寓除了作为民居用途以外，也迁进了一些商户，例如上海广播科学研究所和中国建筑材料华东公司等。随着更多居民入住，有些公寓住户把原有的窗户更换成铝合金窗框，不符合公寓的整体建筑风格，又自行在外墙安装空调外机，显得杂乱无章。2009年，包括太阳公寓在内的一批威海路老住宅建筑进行修缮工程，公寓临街外墙上的面砖饰面得以修旧如旧，而所有空调外机改为统一安装在指定摆放点，工作人员也成功游说全部住户把窗户统一为黑色钢窗。

## 建筑特色和结构
太阳公寓是一座组合式别墅，定位为高级公寓。公寓楼高六层（建成时只有三层），为合院式建筑，平面呈回字形，采用混合结构。建筑外墙走装饰风艺术风格，墙身铺有褐色花面砖，入口处建有三层高的拱券，墙角和拱券贴上了仿石材隅石。外墙还筑有水泥檐口和腰线，形成水泥窗台的设计。整个公寓建筑物以A、B、C、D、E、F六座单元楼组合而成，每座单元楼设有各自的出入口。单元楼分为南北和东西两种，两座不同种类的单元楼之间以凹口设计连接起来。南北单元楼为复式，户型为一室一厅，其中客厅采用挑空设计（楼板后退以提升层高至两倍），沿墙建有小楼梯；东西单元则是每层建有一梯两户。回字形公寓建筑的中间位置建有内院，占地300平方米，是一个居民共享的小庭园，里面有花草树木和喷水池。